# A Mezquita
A Mezquita – gmina w Hiszpanii, w prowincji Ourense, w Galicji, o powierzchni 104,27 km². W 2011 roku gmina liczyła 1304 mieszkańców.